# Ngarip
Ngarip is een bestuurslaag in het regentschap Tanggamus van de provincie Lampung, Indonesië. Ngarip telt 4798 inwoners (volkstelling 2010).